# Chapar Qūymeh
Chapar Qūymeh (persiska: Chīr Qūymeh, چير قويمِه, چپر قويمه) är en ort i Iran.   Den ligger i provinsen Golestan, i den norra delen av landet, 400 km nordost om huvudstaden Teheran. Chapar Qūymeh ligger 59 meter över havet och antalet invånare är 633.
Terrängen runt Chapar Qūymeh är platt.Runt Chapar Qūymeh är det ganska tätbefolkat, med 65 invånare per kvadratkilometer. Närmaste större samhälle är Āq Qāyeh, 18,5 km söder om Chapar Qūymeh. Omgivningarna runt Chapar Qūymeh är i huvudsak ett öppet busklandskap.